# Монахов, Владимир Багратович
Владимир Багратович Монахов — главный режиссёр Московского театра им. Ленинского комсомола (1968-1972), профессор кафедры мастерства актёра Высшего театрального училища им. Щепкина. Заслуженный деятель искусств РСФСР (1964).

## Биография
Родился 2 июля 1928 года.
Воспитал известных актёров, в частности О. Меньшикова, И. Волкова, А. Троицкого и др.
Работал в Малом театре - актёром с 30 августа 1951 по 16 января 1963 года и режиссёром с 16 января 1963 по 7 марта 1967 года.
Подготовил и выпустил национальные студии (марийская, якутская, югоосетинская, туркменская и др.).
Скончался 6 июля 2003 года.
Похоронен на 30 уч. Преображенского кладбища Москвы.

## Театральные работы
Постановки:
Малый театр
- «Дом Островского»
- «Средство Макропулоса»

Театр им. Ленинского комсомола
- «Конец Хитрова рынка» А. Гинзбурга (с В. В. Всеволодовым)
- «Беспокойная старость» Л. Рахманова (с С.В. Гиацинтовой)
- «Музыка на 11 этаже» И. Ольшанского
- «Перекресток судьбы» Александра Антокольского
- «Вера, Надежда, Любовь» (Домик на окраине) А. Арбузова

## Сочинения
- О чем рассказали спецкоры [Текст] : очерки / сост. В. Б. Монахов ; худож. А. Цветков. - М. : Детская литература, 1990. - 192 с. : фото. - ISBN 5-08-001270-6

## Достижения
- профессор Высшего театрального училища им. Щепкина
- заслуженный деятель искусств РСФСР
- заслуженный деятель искусств Марийской АССР
- заслуженный деятель искусств Туркменской ССР